# Jack Günthard
 (novembre 2023).
Améliorez-le ou discutez des points à vérifier. 
Jakob Günthard dit Jack Günthard, né le 8 janvier 1920 à Hirzel (canton de Zurich) et mort le 7 août 2016, est un gymnaste suisse qui a été champion olympique en 1952. Il est le doyen des champions olympiques des JO d'été.

## Palmarès

### Jeux olympiques
- Helsinki 1952
  -  médaille d'or à la barre fixe
  -  médaille d'argent par équipes

### Championnats du monde
- Rome 1954
  -  médaille de bronze par équipes

### Championnats d'Europe
- Paris 1957
  -  médaille d'or aux barres parallèles
  -  médaille d'or à la barre fixe